# Farkas Pál (katonatiszt)
Hügyei Farkas Pál (Érsekújvár, 1594. február 17. – Zólyom, 1664 körül) császári és királyi helyettes kapitány.

## Élete
Atyja lovashadnagy volt; 1609-ben Kolonics Szigfrid tábornok szolgálatába állott Érsekújvárt; 1612-ben Thurzó György nádor vicekomornyikja lett Biccsén, akit annak haláláig (1616 karácsonyig) szolgált; ekkor hazament és gróf Teuffenbach Rudolf tábornokot, 1621–1625-ig gróf Thurzó Szaniszlót, azután gróf Esterházy Miklós tábornokot szolgálta; 1638-ban lett lévai vicekapitány, 1642. március 10. ugyanaz Nógrádban.
Feljegyzései, melyeket 1638-tól 1660-ig irt lévai házában, midőn még nógrádi vicekapitány volt, családi dolgokat foglalnak magukban. (Közölte Szily Kálmán az eredetiből a történelmi Tár-ban 1884. 88–89. l.)